# لاکهید ئی‌سی-۱۳۰اچ کمپس کال
لاکهید ئی‌سی-۱۳۰اچ کمپس کال (به انگلیسی: Lockheed EC-130H Compass Call) یک هواگرد ساختِ کارخانهٔ لاکهید کورپوریشن در کشور ایالات متحده آمریکا است. نخستین استفاده‌کنندهٔ این هواگرد نیروی هوایی ایالات متحده آمریکا بوده‌است.
لازم به ذکر است که این نوع هواپیما احتمالا در ایران به تعداد ۲ فروند بوده که ۱ فروند آن در جنگ با عراق توسط شلیک پدافند از دست رفته و تاثیر عمیقی بر توانایی جنگ هوایی اف ۱۴ های ایران گذاشت